# Camp Nowhere
Camp Nowhere (en español: Un campamento en ninguna parte) es una película de 1994 dirigida por Jonathan Prince, escrita por Andrew Kurtzman y Eliot Wald, y protagonizada por Jonathan Jackson, Christopher Lloyd, Melody Kay, Andrew Keegan y Marnette Patterson. Constituye el primer trabajo profesional de Jessica Alba.

## Argumento
Morris «Mud» Himmel es un niño a quien sus padres quieren enviar a un campamento de verano de computación, para su disgusto, pues la simple idea se le hace aburrida. Cuando conversa el tema con sus amigos, entra en cuenta de que estos tampoco tienen grandes expectativas sobre lo que harán en las vacaciones. Es así como los jóvenes trazan un plan para engañar a sus padres y formar un campamento que no incluya consejeros ni reglas. Para ello cuentan con la ayuda del exprofesor de teatro Dennis Van Welker, a quien chantajean: resulta que el hombre tiene deudas por la compra de un AMC Gremlin y está siendo perseguido por el cobrador T.R. Polk, así que acuerdan pagarle mil dólares por la colaboración. 
El grupo alquila un terreno con una cabaña en el lago y engañan a sus padres para que los envíen allí, valiéndose de artimañas tales como que se trata de un campamento para adelgazar o de carácter militar. Además, el dinero con el que los padres habían pagado la estadía lo destinan a la compra de comida y juguetes. Conforme pasa el tiempo, los niños se aburren y fantasean con volver a casa, así que Mud soborna a Dennis para que se ocupe de entretenerlos. 
En el momento en que todos los padres acuerdan ir de visita, Mud y compañía recrean varios escenarios en el lugar, según las mentiras que cada uno había dicho. El plan se prueba exitoso, pero la fachada acaba cuando T.R. Polk se presenta junto con la policía, tras haberle hecho inteligencia a Dennis, quien se entrega. Mud usa lo que queda de dinero para saldar la deuda y el hombre queda en libertad. Al final de la película, los niños coinciden en que han tenido el mejor verano de sus vidas.

## Elenco
- Jonathan Jackson - Morris "Mud" Himmel
- Christopher Lloyd - Dennis Van Welker
- Melody Kay - Gaby Nowicki
- Andrew Keegan - Zack Dell
- Marnette Patterson - Trish Prescott
- Wendy Makkena - Dra. Celeste Dunbar
- Thomas F. Wilson - Teniente Eliot Hendricks
- Hillary Tuck - Betty Stoller
- Devin Neil Oatway - Tim
- Allison Mack - Heather
- Jessica Alba - Gail
- Ian Christopher Scott - Warrenaqwa
- Nathan Cavaleri - Steve
- Heather DeLoach - Eileen
- Paige Andree - Jill
- Leah Theresa Hanner - Debbie
- Mooky Arizona - Arnold Spiegel
- Kazz Wingate IV - Pete
- Kellen McLaughlin - J.D.
- Brian Wagner - Lenny
- Joshua G. Mayweather - Walter
- Nicolas Friedman - Ricky
- Alyssa Poblador - Nicole
- Tiffany Mataras - Ashley
- Krystal Mataras - Amber
- Peter Scolari - Donald Himmel
- Romy Windsor - Nancy Himmel
- M. Emmet Walsh - T.R. Polk
- Ray Baker - Norris Prescott
- Kate Mulgrew - Rachel Prescott
- John Putch - Neil Garbus
- Burgess Meredith - Fein
- Maryedith Burrell - Gwen Nowicki
- Peter Onorati - Karl Dell
- Jonathan Frakes - Bob Spiegel
- Genie Francis - Mrs. Spiegel

## Recepción
El filme recibió críticas negativas. Basado en once críticas hechas mucho después del estreno, Rotten Tomatoes le da un puntaje de 17 % a fecha de 2024.